# Kadingilan
Kadingilan es un municipio filipino de tercera categoría, situado al norte de la isla de Mindanao. Forma parte de la provincia de Bukidnon situada en la Región Administrativa de Mindanao del Norte. 
Para las elecciones está encuadrado en el Cuarto Distrito Electoral.

## Barrios
El municipio de Kadingilan se divide, a los efectos administrativos, en 17 barangayes o barrios, conforme a la siguiente relación:

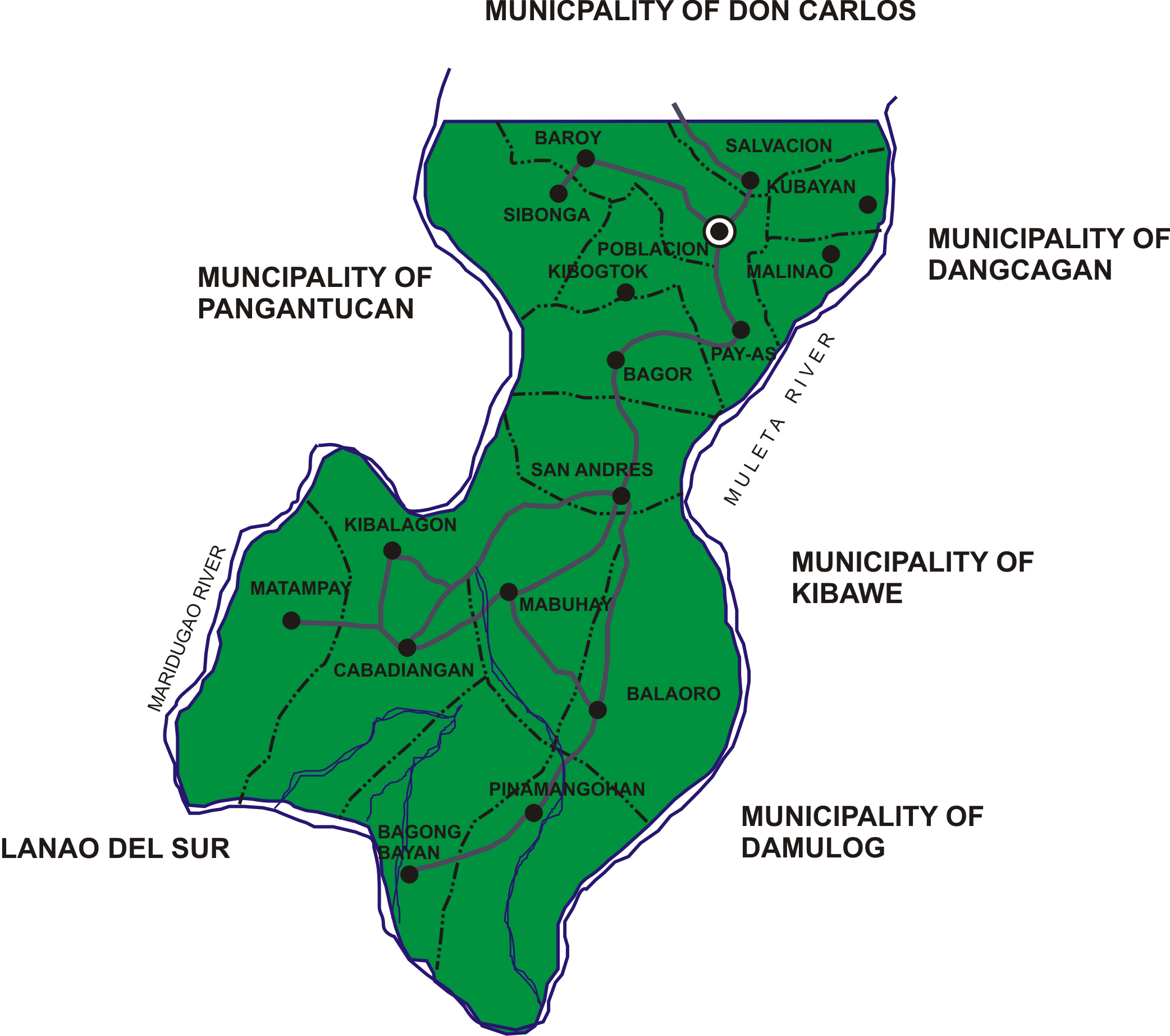
Los barrios de Kadingilan

| - Bagongbayan - Bagor - Balaoro - Baroy - Cabadiangan - Husayan - Kibalagon - Mabuhay - Malinao | - Matampay - Sibonga - Pay-as - Pinamanguhan - Población - Salvación - San Andrés - Kibogtok |  |

## Historia

### Independencia
El 16 de agosto de 1971 los barrios de Kadingilan, Pay-as, Bagor, San Andrés (Kidalog), Mabuhay (Pidlangaban), Cabadiangan, Matampay, Kibalagon, Husayan, Salvación, Malinao, Baroy, New Sibunga, Balaoro, Macati-ac y Pinamanguhan, hasta ahora pertenecientes al municipio de Kibawe quedan separados para formar el nuevo municipio de Kadingilan cuya sede del gobierno se sitúa en el barrio del mismo nombre.